# Актинг аут
Актинг аут е психологически термин, означаващ извършване на действие за изразяване (често неосъзнато) на емоционални конфликти. Действието обикновено е антисоциално и може да приеме формата на импулси към пристрастяване (пиене, приемане на наркотици или кражба от магазини) или е направено (често неосъзнато или полунеосъзнато), за да привлече внимание (внезапно раздразнение или хаотично поведение).
Действието, което се извършва обикновено е разрушително за самия човек или за другите и може да задържи развитието на по-конструктивни отговори на чувствата. Актинг аут обикновено може да се появи (и тогава то е зряло като действие) и след консултация при психолог или след психологически тренинг (особено ако е бил емоционално натоварен). Тогава хората обикновено се срещат с приятели или (в случая на тренинга) излизат с хората, с които са били и говорят на неангажиращи теми. Терминът е използван в лечението на сексуалното пристрастяване, психотерапията, криминологията и други.

### Психология
- Acting Up is Not Acting-Out Dr George Simon at CounsellingResource.com
- National Library of Medicine – Medical Subject Headings
- Acting out/Acting in (excerpt)[неработеща препратка] International Journal of Psychoanalysis
- Projective Identification, Countertransference, and the Struggle for Understanding Over Acting Out Архив на оригинала от 2006-10-05 в archive.today Robert T. Waska, M.S., MFCC, Journal of Psychotherapy Practice and Research 8:155 – 161, April 1999

### Самопомощ
- Acting out По-пълно обяснение от психологическа перспектива
- Acting out Understanding acting out from outsiders and insider's perspectives, suggestions for developing positive potential from acting out traits.

|  | Тази страница частично или изцяло представлява превод на страницата Acting out в Уикипедия на английски. Оригиналният текст, както и този превод, са защитени от Лиценза „Криейтив Комънс – Признание – Споделяне на споделеното“, а за съдържание, създадено преди юни 2009 година – от Лиценза за свободна документация на ГНУ. Прегледайте историята на редакциите на оригиналната страница, както и на преводната страница, за да видите списъка на съавторите. ВАЖНО: Този шаблон се отнася единствено до авторските права върху съдържанието на статията. Добавянето му не отменя изискването да се посочват конкретни източници на твърденията, които да бъдат благонадеждни. |